# 石賀和輝
石賀 和輝（いしが かずき、1996年5月13日-）は、日本の俳優。大阪府出身。

## 人物
「アミューズオーディションフェス2014」ファイナリスト (応募総数32,214名）。
事務所の先輩である佐藤健が大好きでアミューズに入りたいと思っていた。オーディション前にも上京し、本社に直接行ったこともある。
事務所に所属する前は路上ライブやモデルをして経験を積んでいた。
2023年7月31日、約10年間所属していた事務所を退所。 同年11月1日、オールインワン型ファンプラットフォーム「Bitfan」にて、石賀和輝FCサイト「(かぶ)石賀倶楽部」を開設。
2024年10月、舞台「シロツメクサ」で初主演。

## 出演

### 舞台
- “STRAYDOG”Produce公演 舞台「心は孤独なアトム」（2015年11月14日・15日、ABCホール）[6]
- CLOCK ZERO 〜終焉の一秒〜 WatchOver（2016年3月16日 - 22日、星陵会館ホール）- 神賀旭 役[7]
- 露出狂（2016年9月30日 - 10月10日、Zeppブルーシアター六本木）- チーム狂・御器 役[8]
- ミュージカル八犬伝―東方八犬異聞― 二章（2016年11月23日 - 27日、全労済ホール スペースゼロ）- 五狐 役[9]
- 黒子のバスケ OVER-DRIVE（2017年6月22日 - 7月9日、AiiA 2.5 Theater Tokyo / 7月13日 - 17日、森ノ宮ピロティホール） -  古橋康次郎 役
- 欲望という名の電車（2017年12月8日 - 28日、シアターコクーン / 2018年1月6日 - 8日、森ノ宮ピロティホール）[10]
- Like A（2018年2月3日 - 12日、新宿FACE） - Butler 役
- 閉店拒否! 〜俺たちは帰らない〜（2018年3月14日 - 21日、シアターサンモール）[11]
- dorama project #1「ラケット」（2018年4月25日 - 29日、神保町花月）
- もっと歴史を深く知りたくなるシリーズ 第6弾 舞台『ジョン万次郎』（2018年6月14日 - 24日、EX THEATER ROPPONGI） - トム 役 / 坂本龍馬 役 [12]
- ガスマスクの伊藤さん（2018年7月18日 - 22日、六行会ホール）
- Like A room[002] （2019年1月12日 - 20日、全労済ホール スペース・ゼロ）  - Butler 役
- HARUTO（2019年3月7日 - 13日、品川プリンスホテル クラブeX/ 3月16日、森ノ宮ピロティホール）- アーロン 役 [13]
- DYNAMIC CHORD the STAGE（2019年5月11日 - 15日、ヒューリックホール東京）- Rook 役
- ミュージカル「怪人と探偵」（2019年9月14日 - 29日、KAAT神奈川芸術劇場 / 10月3日 - 6日、兵庫県立芸術文化センター）- 大野敏夫 役
- 水木英昭プロデュース15周年記念 紀伊國屋書店提携公演「蘇州夜曲」（2019年11月17日 - 24日、紀伊國屋ホール）[14]
- GORIZO STAGE vol.2『エドアス!～大江戸キック・アス!～』（2019年12月18日 - 23日、浅草九劇）
- オフブロードウェイ・ミュージカル「bare2020」（2020年1月30日 - 2月9日、青山一丁目・草月ホール）
- ミュージカル「SUPERHEROISM」（2020年3月23日[注 1]、品川プリンスホテル クラブeX）- ゲンマル 役[15]
  - ミュージカル「SUPERHEROISM」（2021年6月18日 - 25日、日本青年館ホール / 7月3日・4日、COOL JAPAN PARK OSAKA WWホール） - ゲンマル 役
- RAILWAY〜Take Off〜（2020年6月、草月ホール）
- RANPO chronicle 彼岸商店 「音楽劇　押絵と旅する男」「幽霊」（2020年8月14日 - 15日[注 2]）- 軍人・明智小五郎 役
- 真夜中のオカルト公務員（2020年10月29日 - 11月7日、新宿FACE）- 玉緒勝己  役[16]
- 山田邦子還暦記念　紀伊國屋書店提携公演『山田邦子の門2020～クニリンピック～』（2020年11月27日 - 12月3日、 紀伊國屋ホール）[17]
- BROADWAY MUSICAL「GLORY DAYS グローリー・デイズ」（2021年9月17日 - 10月3日、博品館劇場） - アンディ・スコット 役
- サタデーナイトスペシャル（2022年10月、六行会ホール）- 空坂晃役
- 劇団TEAM-ODAC 第42回本公演「舞台・破天荒フェニックス〜2023」（2023年12月6日 - 12日、こくみん共済 coop ホール/スペース・ゼロ）[18]
- ソングマン〜翔べ!三ツ矢高校・男子コーラス部〜（2023年3月、一関文化ホール/スペース・ゼロ）
- 劇団 TEAM-ODAC 第 41 回本公演「猫と犬と約束の燈~2023 編~（2023年4月、スペース・ゼロ）
- スペーストラベロイド（2023年7月、シアターグリーン・BIG TREE THEATER）
- Entertainment Human Theater!紀伊國屋書店提携公演「ハッピーバースデー」（2023年10月）
- sitcomLab「まわれ！無敵のマーダーケース」（ 2024年1月9日 - 1月14日、 中野ザ・ポケット）
- サプライズメーカーPandA「新竹取物語」（2024年2月23日〜25日、萬劇場）
- 出来損ないと呼ばれた元英雄は、実家から追放されたので好き勝手に生きることにした（2024年3月20日 - 24日、CBGKシブゲキ!!） - ホレス 役[19]
- シロツメクサ（2024年10月31日 - 11月4日公演、コフレリオ新宿シアター）- 主演・黒岩かずき役
- NLT Stage「稔」 （2025年5月28日 - 6月1日、Route Theater）
- collaboLab 第２弾『恋するアンチヒーロー』（7月17日 - 7月27日、テアトルBONBON）
- collaboLab 第３弾『となりのホールスター』（7月17日 - 7月27日、テアトルBONBON）
- 舞台EXE版「かもめ」（2025年9月3日 - 7日、テアトルBONBON）- 主演

### テレビドラマ
- オモクリ監督 ～O-Creator's TV show～ （2015年6月28日、フジテレビ)
- 24時間テレビスペシャルドラマ・母さん、俺は大丈夫（2015年8月22日、日本テレビ） - 石賀元 役
- 正義のセ  第4話（2018年5月、日本テレビ）

### ウェブドラマ
- F列23番の男（2020年8月14日 - 26日 配信、YouTube）
- Dummy2032（2020年8月16日配信、YouTube）
- 縦型ショートフィルム「サブスク彼女」（2024年4月配信、TikTok）

### 映画
- 鬼談百景（2016年1月23日公開）
- 満腹探偵クウコ（2016年10月13日公開)  - 矢霧翔太 役
- 星降る夜のペット（2017年9月9日公開）- 九条隼人 役
- Honey（2018年3月31日公開、東映・ショウゲート）- 利根康毅 役
- 憧憬を食らう（2019年12月21日・22日限定上映）
- Amuse Presents SUPER HANDSOME LIVE 2022 “ROCK YOU! ROCK ME!!”（2023年5月公開）[20]
- 冗談じゃないよ（2024年5月24日公開）- 樋口⻯平役

### CM
- SoftBank  iPhone 6s『教室で噂話』篇（2015年9月25日 -）
- 大正製薬「リポビタンＤ」ショートフィルム（2017年3月27日 - ）
- LINE MUSIC LINE Xmas 2018 「何百通ぶん、好きです。」篇（2018年11月29日 - ）
- セキスイハイム「あったかハイム男性篇」（2018年12月5日 - ）

### ウェブ配信
- いしがっち！！（2018年8月31日 - 、STOLABO TOKYO USTREAMチャンネル）
- 小悪魔教師♡サイコ -Cinema Content-（2021年3月5日配信開始、peep） - 秋月竜斗役

### バラエティ番組
- ハンサムゼミ（2021年1月25日 - 、MBSテレビ）[21]

### ミュージック・ビデオ
- Aimer「蝶々結び」
- LILI LIMIT「LAST SUPPER」

### イベント
- 舞台『CLOCK ZERO～終焉の一秒～ WatchOver』プレイベント（2016年3月5日）
- HANDSOME FESTIVAL 2016（2016年12月17日・18日、TOKYO DOME CITY HALL / 12月29日、東京国際フォーラム ホールA）
- HANDSOME FILM FESTIVAL 2017（2017年12月25日、TOKYO DOME CITY HALL）
- 舞台「LikeA」CD・DVD発売記念イベント（2018年8月28日、渋谷モディ HMV&BOOKS SHIBUYA 7階イベントスペース）
- Act Against AIDS 2018 「THE VARIETY 26」～遂に！俳優だけの武道館ライブ！！…大丈夫なのか～～！？～（2018年12月1日、日本武道館）
- 『Like A』room[002]公演記念イベント vol.2～X’mas Night～（2018年12月24日、新宿ロフトプラスワン）
- まつフェス！2019 〜歌って騒いで笑って泣いて？〜（2019年10月14日、新宿グラムシュタイン）
- 15th Anniversary SUPER HANDSOME LIVE「JUMP↑ with YOU」（2020年2月15日・16日、両国国技館）
- Amuse Presents SUPER HANDSOME LIVE 2021『OVER THE RAINBOW』（2021年4月9日 - 11日、TOKYO DOME CITY HALL）
- Amuse Presents SUPER HANDSOME LIVE 2022『ROCK YOU! ROCK ME!!』（2022年12月29日・30日、LINE CUBE SHIBUYA）

## 作品

### CD
- HANDSOME FESTIVAL 2016 予習Sound Track（2016年11月23日、アミューズ）
- 15th Anniversary SUPER HANDSOME COLLECTION『JUMP↑』（2019年11月30日、アミューズソフトエンタテインメント）
- SUPER HANDSOME COLLECTION『GET IT BACK！』（2020年12月23日、アミューズソフトエンタテインメント）

### 映像ソフト
- Amuse Presents HANDSOME FESTIVAL 2016（2017年6月14日、アミューズソフトエンタテインメント）
- Amuse Presents HANDSOME FILM FESTIVAL 2017（2018年7月7日、アミューズソフトエンタテインメント）
- 15th Anniversary SUPER HANDSOME LIVE「JUMP↑with YOU」（2020年7月10日、アミューズソフトエンタテインメント）
- SUPER HANDSOME LIVE 2021 OVER THE RAINBOW（2021年10月20日、アミューズソフトエンタテインメント）
- Amuse Presents SUPER HANDSOME LIVE 2022 “ROCK YOU! ROCK ME!!”（2023年7月28日、アミューズソフトエンタテインメント）